# Боа (футбольний клуб)
«Боа» (порт. Boa) — бразильський футбольний клуб, який базується в місті Варгінья, штат Мінас-Жерайс. Заснований 30 квітня 1947 року.